# SRT (marka samochodów)

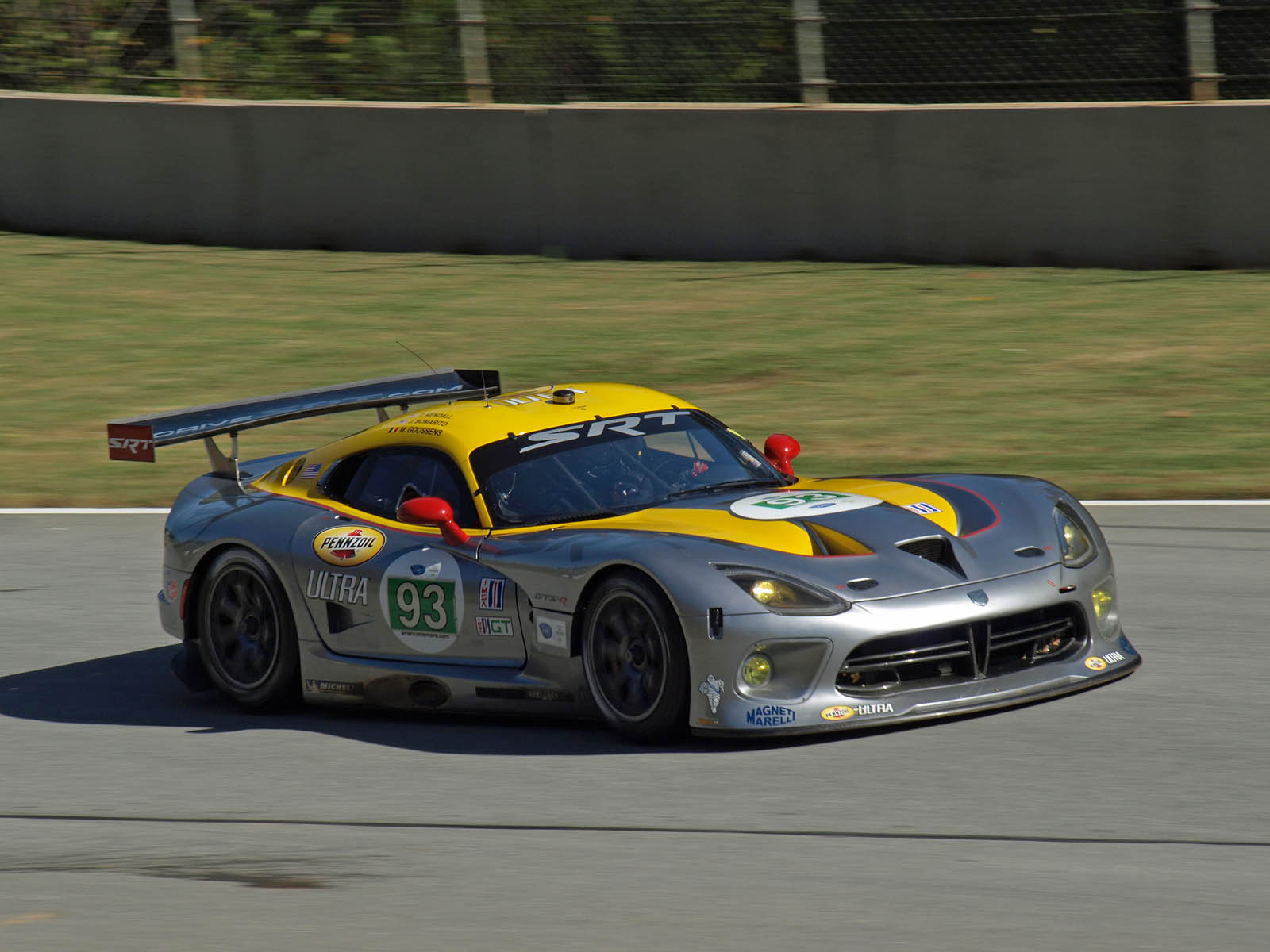
SRT Viper GTR-S

SRT – amerykański producent samochodów sportowych z siedzibą w Detroit działający w latach 2012–2014. Marka należała do koncernu Fiat Chrysler Automobiles.

## Historia
W kwietniu 2012 roku przedstawiono nową odsłonę modelu Viper, która po raz pierwszy nie nosiła marki Dodge. Koncern FCA zdecydował się utworzyć nową markę SRT. Nazwa ta była taka sama, co w przypadku wieloletniego tunera modeli Dodge'a Street & Racing Technology.
Pierwszym i zarazem jedynym modelem marki SRT był Viper, który nosił tę nazwę jedynie przez 2 lata. W czerwcu 2014 roku FCA zdecydowało się wycofać z rynku SRT jako markę, włączając ją tym samym w strukturę marki Dodge. Model Viper stał się trzecią generacją linii Dodge Viper.

## Modele samochodów

### Historyczne
- Viper (2012 – 2014)